# Marele Premiu al Ungariei
Marele Premiu al Ungariei este o cursă organizată anual în Budapesta, Ungaria, care face parte din calendarul Formulei 1.

## Istoric
Cursele de mașini în Ungaria au început în 1936, însă a fost nevoie de o jumătate de secol pentru ca Formula 1 să debuteze în Budapesta. În toate vizitele, doar un singur circuit a fost folosit, Hungaroring.
Nu există multe circuite în care se pot face comparații directe între mașinile de altădată cu cele de astăzi, dar Hungaroring este o excepție notabilă. Modificat ușor înaintea Marelui Premiu din 1989, și din nou pentru 2003, pistă are în continuare aceeași formă ca dintotdeauna.

## Edițiile Marelui Premiu al Ungariei (Formula 1)
Toate edițiile au avut loc pe Circuitul Hungaroring.
| An     | Pole position      | Cel mai rapid tur     | Pilotul câștigător | Constructorul câștigător   | Raport |
| ------ | ------------------ | --------------------- | ------------------ | -------------------------- | ------ |
| 2024   | Lando Norris       | George Russell        | Oscar Piastri      | McLaren-Mercedes           | Raport |
| 2023   | Lewis Hamilton     | Max Verstappen        | Max Verstappen     | Red Bull Racing-Honda RBPT | Raport |
| 2022   | George Russell     | Lewis Hamilton        | Max Verstappen     | Red Bull Racing-RBPT       | Raport |
| 2021   | Lewis Hamilton     | Pierre Gasly          | Esteban Ocon       | Alpine-Renault             | Raport |
| 2020   | Lewis Hamilton     | Lewis Hamilton        | Lewis Hamilton     | Mercedes                   | Raport |
| 2019   | Max Verstappen     | Max Verstappen        | Lewis Hamilton     | Mercedes                   | Raport |
| 2018   | Lewis Hamilton     | Daniel Ricciardo      | Lewis Hamilton     | Mercedes                   | Raport |
| 2017   | Sebastian Vettel   | Fernando Alonso       | Sebastian Vettel   | Ferrari                    | Raport |
| 2016   | Nico Rosberg       | Kimi Räikkönen        | Lewis Hamilton     | Mercedes                   | Raport |
| 2015   | Lewis Hamilton     | Daniel Ricciardo      | Sebastian Vettel   | Ferrari                    | Raport |
| 2014   | Nico Rosberg       | Nico Rosberg          | Daniel Ricciardo   | Red Bull Racing-Renault    | Raport |
| 2013   | Lewis Hamilton     | Mark Webber           | Lewis Hamilton     | Mercedes                   | Raport |
| 2012   | Lewis Hamilton     | Sebastian Vettel      | Lewis Hamilton     | McLaren-Mercedes           | Raport |
| 2011   | Sebastian Vettel   | Felipe Massa          | Jenson Button      | McLaren-Mercedes           | Raport |
| 2010   | Sebastian Vettel   | Sebastian Vettel      | Mark Webber        | RBR-Renault                | Raport |
| 2009   | Fernando Alonso    | Mark Webber           | Lewis Hamilton     | McLaren-Mercedes           | Raport |
| 2008   | Lewis Hamilton     | Kimi Räikkönen        | Heikki Kovalainen  | McLaren-Mercedes           | Raport |
| 2007   | Lewis Hamilton     | Kimi Räikkönen        | Lewis Hamilton     | McLaren-Mercedes           | Raport |
| 2006   | Kimi Räikkönen     | Felipe Massa          | Jenson Button      | Honda                      | Raport |
| 2005   | Michael Schumacher | Kimi Räikkönen        | Kimi Räikkönen     | McLaren-Mercedes           | Raport |
| 2004   | Michael Schumacher | Michael Schumacher    | Michael Schumacher | Ferrari                    | Raport |
| 2003   | Fernando Alonso    | Juan Pablo Montoya    | Fernando Alonso    | Renault                    | Raport |
| 2002   | Rubens Barrichello | Michael Schumacher    | Rubens Barrichello | Ferrari                    | Raport |
| 2001   | Michael Schumacher | Mika Häkkinen         | Michael Schumacher | Ferrari                    | Raport |
| 2000   | Michael Schumacher | Mika Häkkinen         | Mika Häkkinen      | McLaren-Mercedes           | Raport |
| 1999   | Mika Häkkinen      | David Coulthard       | Mika Häkkinen      | McLaren-Mercedes           | Raport |
| 1998   | Mika Häkkinen      | Michael Schumacher    | Michael Schumacher | Ferrari                    | Raport |
| 1997   | Michael Schumacher | Heinz-Harald Frentzen | Jacques Villeneuve | Williams-Renault           | Raport |
| 1996   | Michael Schumacher | Damon Hill            | Jacques Villeneuve | Williams-Renault           | Raport |
| 1995   | Damon Hill         | Damon Hill            | Damon Hill         | Williams-Renault           | Raport |
| 1994   | Michael Schumacher | Michael Schumacher    | Michael Schumacher | Benetton-Ford              | Raport |
| 1993   | Alain Prost        | Alain Prost           | Damon Hill         | Williams-Renault           | Raport |
| 1992   | Riccardo Patrese   | Nigel Mansell         | Ayrton Senna       | McLaren-Honda              | Raport |
| 1991   | Ayrton Senna       | Bertrand Gachot       | Ayrton Senna       | McLaren-Honda              | Raport |
| 1990   | Thierry Boutsen    | Riccardo Patrese      | Thierry Boutsen    | Williams-Renault           | Raport |
| 1989   | Riccardo Patrese   | Nigel Mansell         | Nigel Mansell      | Ferrari                    | Raport |
| 1988   | Ayrton Senna       | Alain Prost           | Ayrton Senna       | McLaren-Honda              | Raport |
| 1987   | Nigel Mansell      | Nelson Piquet         | Nelson Piquet      | Williams-Honda             | Raport |
| 1986   | Ayrton Senna       | Nelson Piquet         | Nelson Piquet      | Williams-Honda             | Raport |
| Surse: |                    |                       |                    |                            |        |

### Statistici
Trei piloți au obținut cel puțin câte un hat-trick (pole position, cel mai rapid tur și victorie într-o cursă): Michael Schumacher în 1994 și 2004, Damon Hill în 1995 și Lewis Hamilton în 2020.
Piloții și echipele îngroșate concurează în sezonul actual de Formula 1.

### Multipli câștigători
| Victorii | Pilot              | Ani                                            |
| -------- | ------------------ | ---------------------------------------------- |
| 8        | Lewis Hamilton     | 2007, 2009, 2012, 2013, 2016, 2018, 2019, 2020 |
| 4        | Michael Schumacher | 1994, 1998, 2001, 2004                         |
| 3        | Ayrton Senna       | 1988, 1991, 1992                               |
| 2        | Nelson Piquet      | 1986, 1987                                     |
| 2        | Damon Hill         | 1993, 1995                                     |
| 2        | Jacques Villeneuve | 1996, 1997                                     |
| 2        | Mika Häkkinen      | 1999, 2000                                     |
| 2        | Jenson Button      | 2006, 2011                                     |
| 2        | Sebastian Vettel   | 2015, 2017                                     |
| 2        | Max Verstappen     | 2022, 2023                                     |

| Victorii | Constructor     | Ani                                                                    |
| -------- | --------------- | ---------------------------------------------------------------------- |
| 12       | McLaren         | 1988, 1991, 1992, 1999, 2000, 2005, 2007, 2008, 2009, 2011, 2012, 2024 |
| 7        | Williams        | 1986, 1987, 1990, 1993, 1995, 1996, 1997                               |
| 7        | Ferrari         | 1989, 1998, 2001, 2002, 2004, 2015, 2017                               |
| 5        | Mercedes        | 2013, 2016, 2018, 2019, 2020                                           |
| 4        | Red Bull Racing | 2010, 2014, 2022, 2023                                                 |
| Sursa:   |                 |                                                                        |

### Multipli deținători depole position
| Pole-uri | Pilot              | Ani                                                  |
| -------- | ------------------ | ---------------------------------------------------- |
| 9        | Lewis Hamilton     | 2007, 2008, 2012, 2013, 2015, 2018, 2020, 2021, 2023 |
| 7        | Michael Schumacher | 1994, 1996, 1997, 2000, 2001, 2004, 2005             |
| 3        | Ayrton Senna       | 1986, 1988, 1991                                     |
| 3        | Sebastian Vettel   | 2010, 2011, 2017                                     |
| 2        | Riccardo Patrese   | 1989, 1992                                           |
| 2        | Mika Häkkinen      | 1998, 1999                                           |
| 2        | Fernando Alonso    | 2003, 2009                                           |
| 2        | Nico Rosberg       | 2014, 2016                                           |

### Multipli deținători de cel mai rapid tur
| CMRT | Pilot              | Ani                    |
| ---- | ------------------ | ---------------------- |
| 4    | Michael Schumacher | 1994, 1998, 2002, 2004 |
| 4    | Kimi Räikkönen     | 2005, 2007, 2008, 2016 |
| 2    | Nelson Piquet      | 1986, 1987             |
| 2    | Nigel Mansell      | 1989, 1992             |
| 2    | Alain Prost        | 1988, 1993             |
| 2    | Damon Hill         | 1994, 1996             |
| 2    | Mika Häkkinen      | 2000, 2001             |
| 2    | Felipe Massa       | 2006, 2011             |
| 2    | Sebastian Vettel   | 2010, 2012             |
| 2    | Mark Webber        | 2009, 2013             |
| 2    | Daniel Ricciardo   | 2015, 2018             |
| 2    | Lewis Hamilton     | 2020, 2022             |
| 2    | Max Verstappen     | 2019, 2023             |

## Câștigătorii Marelui Premiu al Ungariei (Non-Formula 1)
Câștigătorii edițiilor care nu au făcut parte din Campionatul Mondial de Formula 1.
| An   | Pilot          | Mașină     | Locație  |
| ---- | -------------- | ---------- | -------- |
| 1936 | Tazio Nuvolari | Alfa Romeo | Népliget |